# Scrophularia galilaea
Scrophularia galilaea är en flenörtsväxtart som beskrevs av Alexander Eig. Scrophularia galilaea ingår i släktet flenörter, och familjen flenörtsväxter. Inga underarter finns listade i Catalogue of Life.